# Симеон (епископ Рязанский)

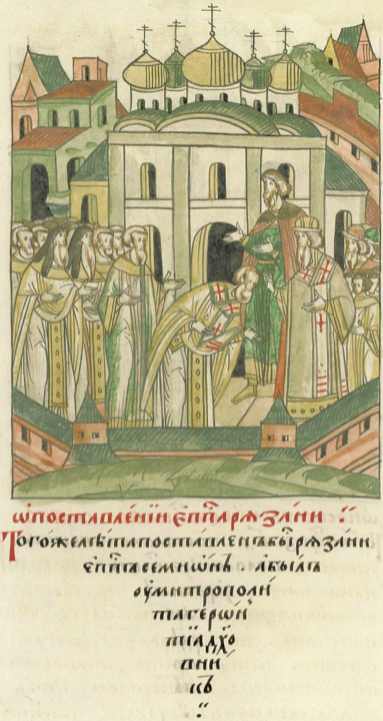
Посатвление Симеона в епископы Рязанские

Епископ Симеон (ум. 1496) — епископ Русской церкви, епископ Рязанский и Муромский.

## Биография
До монашества был священником в Коломне и духовником митрополита Геронтия.
В 1481 году хиротонисан во епископа Рязанского и Муромского.
17 июня 1483 году участвовал при избрании архиепископа Новгородского Сергия, а 15 января 1489 года — в хиротонии архиепископа Ростовского Тихона.
В 1490 года принимал участие в избрании митрополита всея Руси Зосимы, а 20 сентября 1495 года — Всероссийского митрополита Симона.
В октябре 1490 года присутствовал на соборе против стригольников.
19 августа 1496 года благословил на заключение мирного договора рязанского князя Иоанна с братьями и прочими рязанскими князьями.
Скончался в 1496 году. Погребён в Михайло-Архангельском собор рязанского кремля.